# A. T. Cross Company
A. T. Cross est une entreprise américaine fondée en 1846, produisant des instruments d'écriture, carnets, accessoires et lunettes de soleil. Ses instruments d'écriture et carnets sont fabriqués sous la marque Cross tandis que ses lunettes de soleil sont produites sous la marque Costa and Native. En 2013 elle devient une filiale d'Essilor.

## Produits

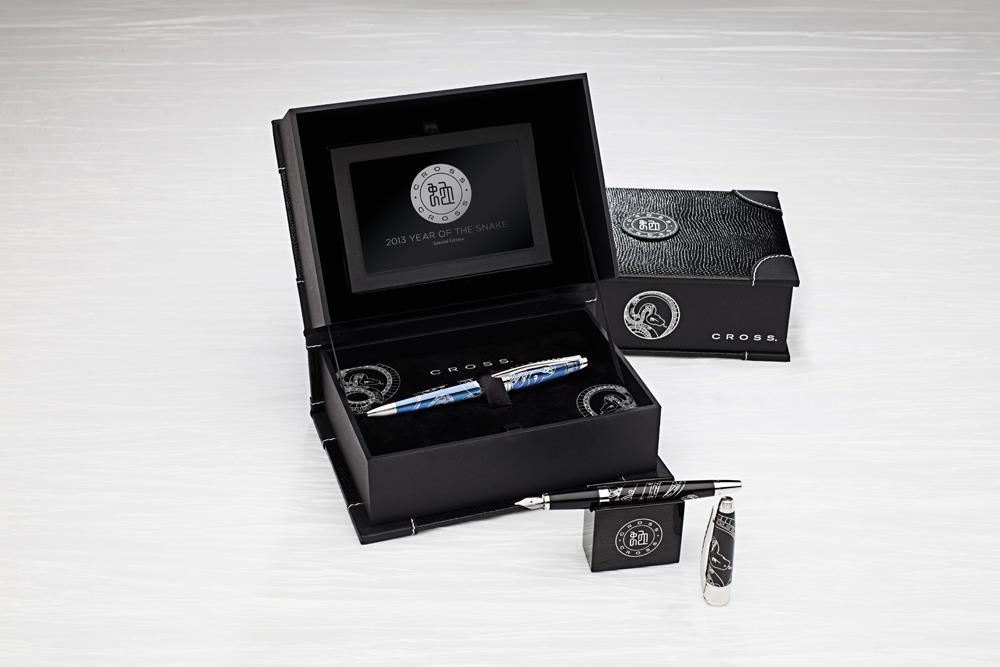
Édition Limitée: Année du Dragon.

A.T. Cross est principalement connu  pour ses instruments d'écriture, d’abord pour la création des portemines mécaniques, puis pour la fabrication du premier stylographe en 1876 (un précurseur du stylo à bille moderne). La gamme de produits actuelle comprend des stylos-plumes, stylos à bille, stylos à encre gel et portemines. Le premier stylo-plume Cross a vraisemblablement été créé en 1930 mais n’entrera dans la gamme des produits Cross que dans les années 1980.

## Histoire
De la région des Midlands, en Angleterre, aux rives de Providence à Rhode Island (États-Unis), cinq générations de la famille Cross ont affiné le métier de bijoutier avec des designs exigeants et un outillage précis pour produire ses premiers instruments d'écriture. La deuxième gérance de la société A.T. Cross Company  est établie en 1915 lorsqu’Alonzo Townsend Cross propose à son responsable des ventes, Walter Boss, la possibilité d’acheter l’entreprise familiale.
Des innovations telles que le stylographe, le concept de marketing basé sur le cadeau et de nouveaux canaux de distribution s'ouvrent à cette compagnie qui de nos jours fabrique toujours des stylos vendus dans le monde entier.
En 2013 la société Essilor rachéte AT Cross Compagnie et le titre est retiré de cotation NASDAQ.

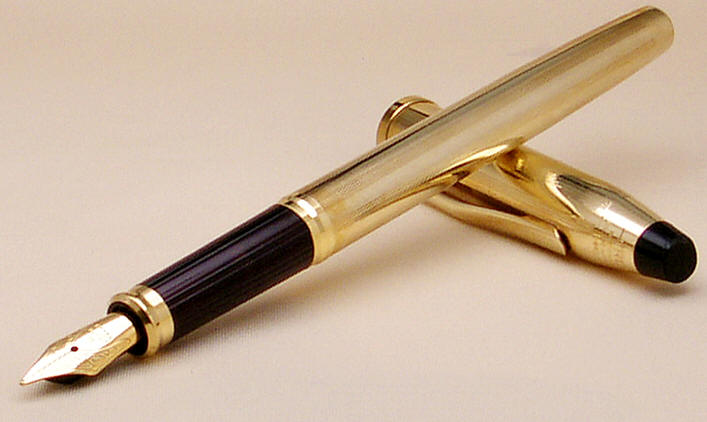
Cross Century II en or.

## Chronologie
- 1846 :   Richard Cross, alors un artisan et concepteur et son fils Alonzo Townsend Cross  fondent  A.T Cross pencil company. Ils conçoivent à cette époque des étuis à stylo décoratifs en or, argent, et laiton.
- 1873 : Alonzo Townsend Cross obtient son premier brevet. En date de 2013, 25 instruments d’écriture portent son nom.
- 1876 : Cross introduit le stylo à plume stylographique, le précurseur du stylo à bille en date de 2013[3]. Cette invention fut révolutionnaire[7] et l’utilisation de ce stylo devint obligatoire pour tous les employés de bureau de poste des États-Unis[2],[8]
- 1882 : Cross fait breveter le portemine à mécanisme tournant avec un bouton rotatif sur le baril pour le déplacement de la partie supérieure du portemine. Une grande partie de la conception originale est encore présente sur les portemines Cross actuels[2]
- 1885 : La garantie de satisfaction client est introduite[2]
- 1916 : La compagnie est achetée par Walter R. Boss[6], qui fut à la fois un vendeur et un  outilleur au cours de ses nombreuses années chez Cross. La famille Boss dirige la compagnie depuis cette date.
- 1946 : Cross introduit le portemine Century Classic à l'occasion du 100e anniversaire de l'entreprise[2]. La  « garantie mécanique à vie » est officiellement présentée[2].
- 1974 : Cross  introduit le stylo à pointe poreuse  qui plus tard  deviendra  le convertible[2]
- 1983: Cross réintroduit le stylo-plume dans sa gamme de produits[2]. Plus de trente stylos-plumes différents sont alors disponibles dans différentes tailles de plume[2].
- 1993 : Lancement du stylo Townsend en hommage à Alonzo Townsend Cross[2].
- 1996 : Cross marque le 150e anniversaire de la compagnie avec un stylo commémoratif en édition limitée[9]. Tous les types de stylos Cross sont intégrés à la gamme Century II et introduits dans chaque technologie d’écriture : le stylo-plume, le stylo à bille ainsi que le convertible.
- 1999 : Lancement de la gamme contemporaine ATX [10] et de la gamme progressive Morph[11]
- 2001 : Lancement de la gamme moderne Ion[6]
- 2003: Cross lance sa première collection d'accessoires en cuir[12]
- 2005 : Lancement d'un design classique innovant[13]: La gamme de stylos Apogee.
- 2006 :  Cross lance sa gamme de loupes de lecture Precision
- 2008 : Lancement de la gamme C-Series – technologie de convertible sans capuchon[14]
- 2009 : Premiers carnets d’écriture.
- 2010 : introduction du Mécanisme « Switch-it » qui permet de permuter du stylo à bille au portemine dans un seul instrument d’écriture[15]
- 2012 : Cross collabore avec Disney pour créer des stylos destinés aux enfants avec des illustrations représentant le personnage de Mickey. Une édition limitée "Mickey-Fantasia" tirée à 1846 pièces (année de fondation de Cross) est produite[16]. Cross lance également en 2012 une édition limitée en rapport avec le zodiaque Chinois: Dragon pen sur base du modèle Sauvage.
- 2013: La collaboration avec Disney continue avec l’édition d'une collection Cendrillon. 2013 est aussi l'année du serpent, Cross édite son Snake pen sur base du modèle Apogee. Cette année -là Cross fête aussi le 20e anniversaire de la collection Townsend en produisant un modèle reflétant tout le savoir-faire et le prestige de Cross : le Townsend platinum brushed. Existe aussi en série limitée plaqué or produit à seulement 500 exemplaires mondialement.
- 2014 : Acquisition pour 15 millions de dollars US de Sheaffer auprès du groupe BiC[17].

## Century Classic

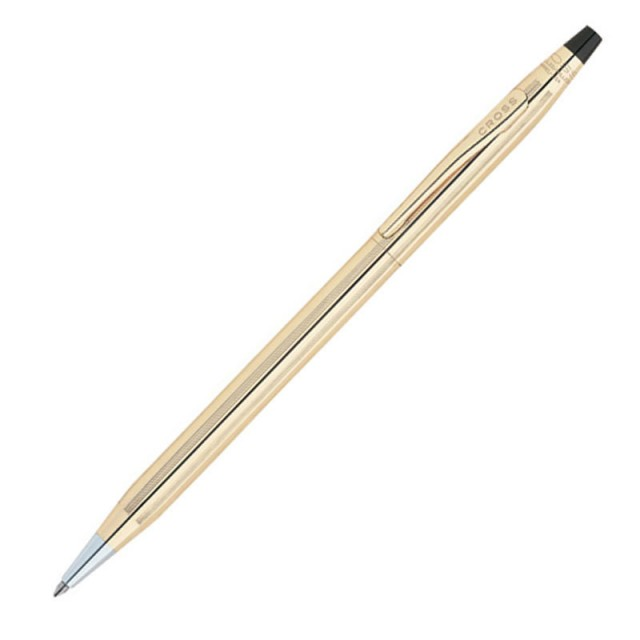
Century classic.

En 1946, pour célébrer le 100e anniversaire de l’entreprise, Cross lance le Century désormais appelé le Classic Century afin de le différencier d'autres produits Cross créés plus tard sous cette appellation. La gamme initiale du Century ne comportait pas de stylos à bille, mais seulement des portemines à mécanisme tournant. Cross a commencé cette gamme avec des portemines Mais, peu de temps après, en 1953, un stylo à bille est venu s’ajouter à la gamme Century. Les produits de la gamme Century, n’étaient pas commercialisés dans les boutiques habituelles mais seulement dans des bijouteries pendant 3 ans après le lancement . En effet, le Century a d’abord été conçu comme « un bijou » avec lequel on pouvait écrire. C’est dans cet esprit que le Century a toujours été produit en utilisant les mêmes matériaux  que ceux utilisés pour la fabrication des accessoires décoratifs et bijoux Cross : le plaqué or (10, 12, et 14 carats), argent massif et rhodium.
Le Century se caractérise par son corps mince, ce qui peut être attribué au fait que A.T. Cross a créé des portemines depuis sa fondation. En fait, le corps du Century est de 7,5 mm de diamètre, tandis qu'un crayon ordinaire a un diamètre de 7 à 8 mm. C'est-à-dire que le corps du Century est presque identique en épaisseur à un crayon, mais il donne l’impression d’être beaucoup plus mince. Cross a apporté une attention toute particulière à la silhouette du Century Classic. En règle générale, les stylos comportent une partie dite « bague » au milieu du stylo qui lui donne une forme courbe. Le Century ne comporte pas de bague et présente une silhouette droite et fine, ce qui lui confère une forme singulière qui provient certainement de la tradition des portemines dans lesquels Cross s’est d’abord spécialisé. L’absence de bague exige une infime précision lors de l’assemblage des composants supérieurs et inférieurs du stylo. Les deux extrémités centrales doivent être assemblées étroitement pour créer une apparence lisse et que les articulations demeurent invisibles.

## Cross Conical Top

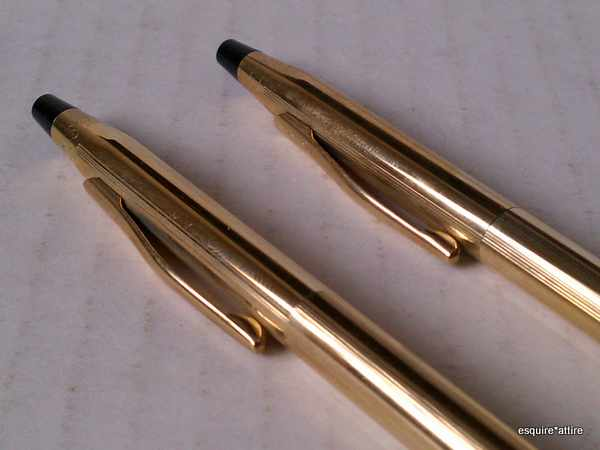
Le Cross Conical Top

Pour la création du Century, Cross introduit le Cross Conical Top (marque déposée) : c’est dans la partie supérieure du stylo que Cross a choisi de marquer son identité. Cross nomma cette partie du stylo le Conical Top, le bout du capuchon ayant une forme conique. L’agrafe  sur le Century est positionnée légèrement plus bas que sur un stylo classique, de telle façon que lorsque le stylo est placé dans une poche, le sommet conique noir reste bien visible.
Cette originalité permet de très facilement identifier un Century et le Conical Top lui-même est devenu une sorte de marqueur social pour son propriétaire, la taille du cône noir augmentant en fonction du nombre de carats d’or dont est composé le stylo,.